# Arbre de Porphyre

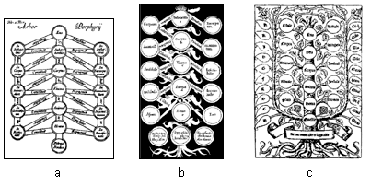
a) Arbre de Porphyre d'après Purchotius (1730).
b) Arbre de Porphyre d'après une traduction de Boèce.
c) Arbre des sciences de Raymond Lulle, sur un modèle d'arbre de Porphyre.

Un arbre de Porphyre (en latin arbor porphyriana) est une ontologie structurée en arborescences hiérarchiques, inventée par le philosophe néoplatonicien Porphyre au IIIe siècle, et dont la logique de construction correspond à trois rangées ou colonnes de mots : la rangée du milieu contient les séries du genre et de l'espèce, et forment l'analogue d'un tronc ; les rangées de gauche et de droite contiennent les différences, et sont analogues aux branches d'un arbre. Ce système de classification permet de subordonner les genres et les espèces sous des genres supérieurs, afin de classifier les espèces réelles, par exemple les espèces animales.
En voici un exemple :
| SUBSTANCE   | SUBSTANCE |
| ----------- | --------- |
| Pensante    | Étendue   |
| CORPS       |           |
| Inanimé     | Animé     |
| ANIMAL      |           |
| Irrationnel | Rationnel |
| HOMME       |           |
| Celui-ci    | Celui-là  |
| PLATON.     |           |

## Histoire

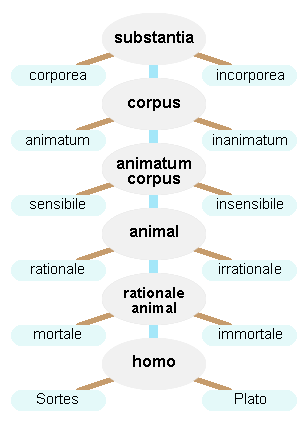
Arbre de Porphyre selon un traité de Petrus Hispanus.

L’arbre de Porphyre est nommé ainsi d'après le philosophe néoplatonicien Porphyre, qui écrivit une Introduction aux Catégories d’Aristote (Isagogè). Cet ouvrage fut traduit en latin par Boèce et devint un manuel philosophique de référence au Moyen Âge. Dans son Introduction, Porphyre présente les bases de la logique d'Aristote sous la forme d'un schéma aux divisions dichotomiques, formant des arborescences, pour indiquer qu'une espèce est définie par genre et différence (ou différence générique), et que ce procédé continue jusqu'à ce que l'on ait atteint l'espèce la plus spécialisée. L'arbre de Porphyre a aussi été appelé scala praedicamentalis (« échelle de la prédication »). Il a longtemps été appris par les étudiants en logique.

## Fonctionnement
Dans un tel arbre, le genre le plus élevé (summum genus) est la Catégorie. Contrairement aux niveaux inférieurs, la classe supérieure ne peut pas être différente. L'espèce la plus basse (infima species), contrairement aux couches supérieures, ne peut pas quant à elle être divisée. Tous les autres niveaux se situent entre le type du niveau directement supérieur, ou genre proche (proximum genus) quand il s'agit d'une espèce, et les types du niveau directement inférieur, les genres subordonnés ou pour le niveau le plus inférieur les espèces (elles-mêmes subdivisées en individus).
Pour illustrer la manière dont s'opèrent les divisions génériques, prenons l'exemple qui mène à dire quel type d'être est l'être humain. Le genre SUBSTANCE (genre suprême) se divise en matérielle ou immatérielle (différence), qui donnent deux nouveaux genres : CORPS et ESPRIT (genres subordonnés) ; le genre CORPS se divise à son tour en animé ou inanimé (différence), qui donnent deux nouveaux genres : ÊTRE VIVANT et MINÉRAL (genres subordonnés) ; le genre ÊTRE VIVANT se divise à son tour en sensible ou insensible (différence), qui donnent deux nouveaux genres : ANIMAL et VÉGÉTAL (genres proches) ; le genre ANIMAL se divise en rationnel ou irrationnel (différence), qui donnent deux espèces : HUMAIN et BÊTE (espèces). L'espèce HUMAIN se divise enfin à son tour en individus (Socrate, Platon, etc.).

## Galerie

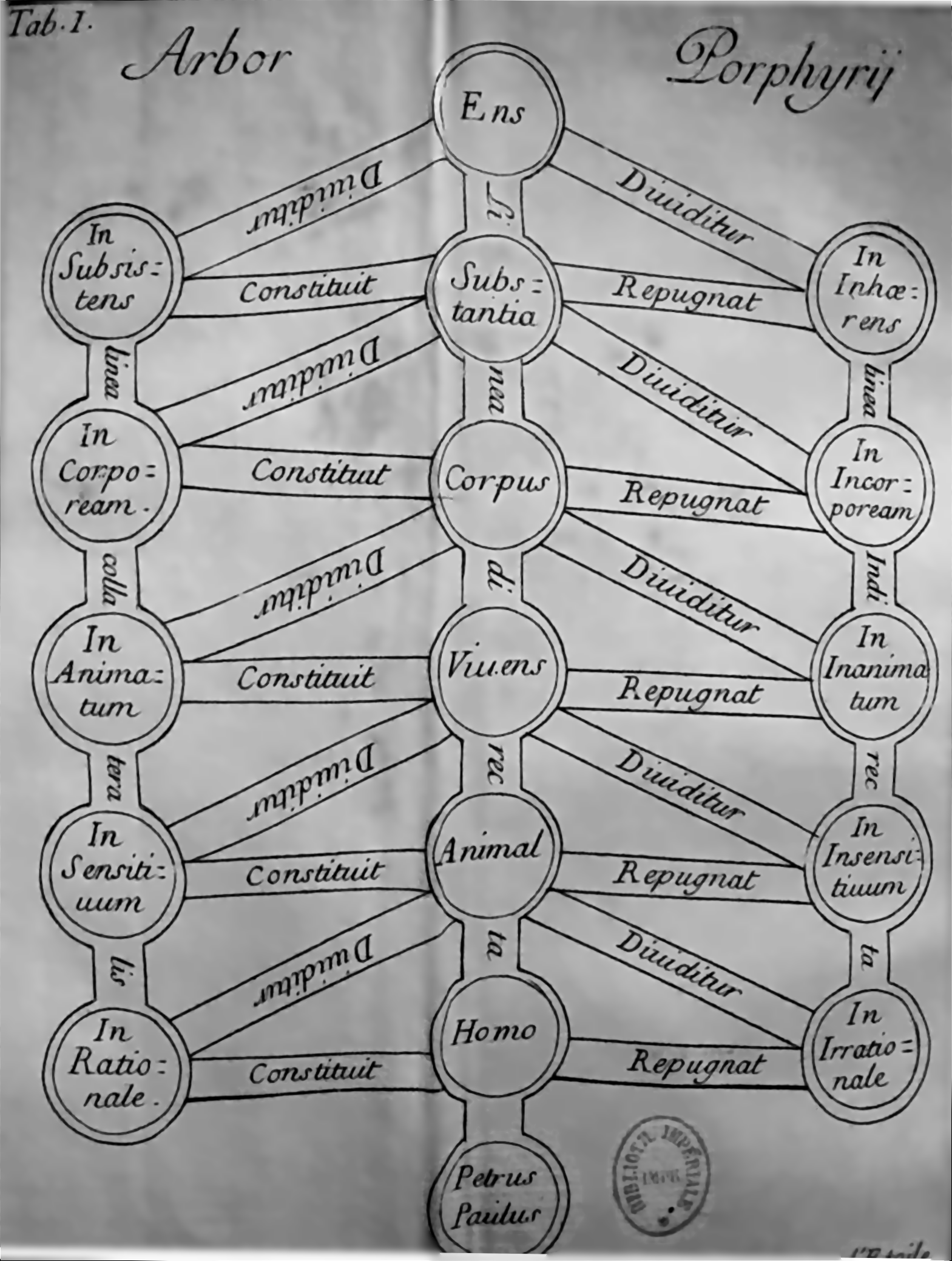
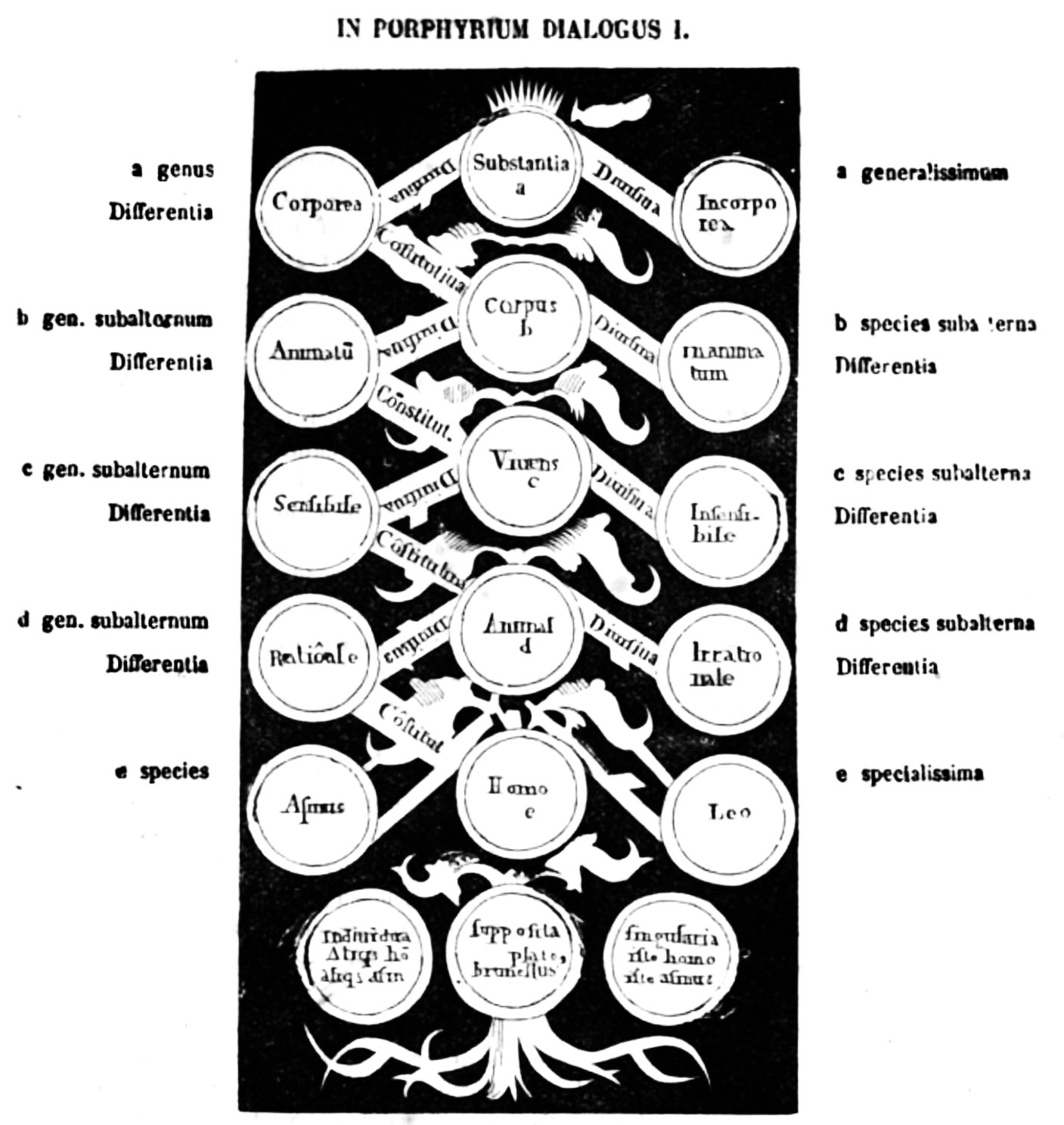
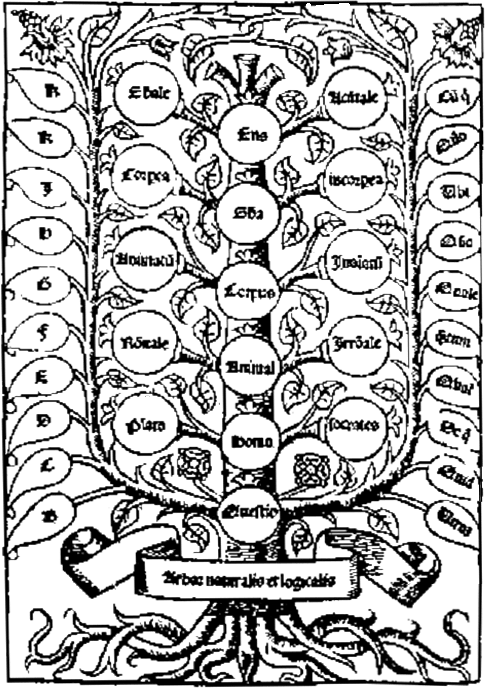